# دينيسي هابارد
دينيسي هابارد (بالإنجليزية: Dean Hubbard)‏ هو عازف مترددة ‏ أمريكي، ولد في 21 يوليو 1953، وتوفي في 11 مارس 2018.